# José Ramón Becerra
José Ramón Becerra Carollo (Orduña, 1969) es un político e ingeniero industrial español de Verdes Equo, actual director general de Derechos de los Animales en el Ministerio de Derechos Sociales, Consumo y Agenda 2030 desde 2023.
Anteriormente, ha sido miembro del Parlamento Vasco, representando a EQUO Berdeak dentro de la coalición Elkarrekin Podemos desde octubre de 2016 hasta febrero de 2020.

## Biografía

### Trayectoria profesional
Es ingeniero técnico industrial por la Universidad del País Vasco y dispone de un máster en Gestión de Riesgos Ambientales y Laborales por la UNED. Es técnico especializado en gestión medioambiental desarrollando la mayor parte de su carrera profesional como funcionario de carrera del Gobierno Vasco, ocupando diversos puestos técnicos. Ha colaborado con diversas organizaciones ecologistas y de protección ambiental formando parte del movimiento pacifista vasco Coordinadora Gesto por la Paz de Euskal Herria durante aproximadamente 25 años. También ha estado involucrado con asociaciones del ámbito del consumo responsable, llegando a ser el secretario e impulsor de la Federación Vasca de Consumo Ecológico «Ekokontsumo». 

### Trayectoria política
José Ramón Becerra milita en EQUO Berdeak desde su fundación en 2011, en la cual ha sido coportavoz entre 2013 y 2015, cargo para el que ha fue reelegido en febrero de 2020. En verano de 2016 fue elegido en un proceso de primarias de EQUO Berdeak para las elecciones al Parlamento Vasco de 2016, concurriendo como número tres por la circunscripción de Álava dentro de la coalición Elkarrekin Podemos, formada por Podemos Euskadi, Ezker Anitza-IU y EQUO Berdeak. Durante su actividad parlamentaria en la XI Legislatura del Parlamento Vasco, fue portavoz en la Comisión de Desarrollo Económico e Infraestructuras, así como en la Comisión de Medio Ambiente, Planificación Territorial y Vivienda. Asimismo, fomentó la creación de la «Comisión de Investigación del Fraude de los Comedores Escolares» del País Vasco entre 2013 y 2015, que concluyó con un dictamen inculpatorio para los cuatro consejeros que ocuparon esa cartera a lo largo del periodo investigado. 
En el ámbito legislativo ha sido ponente y negociador de la Ley de Sostenibilidad Energética del País Vasco, ha formado parte del equipo que negoció el Pacto Presupuestario de 2020 por el que Elkarrekin Podemos y el Gobierno Vasco acordaron la incorporación de 200 millones de euros en medidas para relacionadas con la transición ecológica del País Vasco, la prevención de la violencia machista y atención a víctimas, la cohesión social y la protección a familias, empresas y jóvenes frente a una eventual crisis económica. También ha sido impulsor de una proposición de Ley de Bienestar y Protección Animal. Tras el veto de Podemos a Equo en las listas de Elkarrekin Podemos para las elecciones autonómicas de 2020, EQUO Berdeak decidió presentarse en solitario a las elecciones. En marzo de 2020 fue elegido por las bases de EQUO Berdeak para ser candidato a Lendakari. No pudo revalidar su escaño, quedándose su formación política fuera del parlamento regional.
A finales de diciembre de 2023, fue nombrado director general de Derechos de los Animales.